# Liste der Baudenkmale in Oldenburg (Oldb) – Damm
In der Liste der Baudenkmale in Oldenburg (Oldb) – Damm stehen alle Baudenkmale der Straße Damm in Oldenburg (Oldb).  Die Quelle der IDs und der Beschreibungen ist der Denkmalatlas Niedersachsen.
Der Stand der Liste ist das Jahr 2022(8).

## Allgemein
In den Spalten befinden sich folgende Informationen:
- Lage: die Adresse des Baudenkmales und die geographischen Koordinaten. Kartenansicht, um Koordinaten zu setzen. In der Kartenansicht sind Baudenkmale ohne Koordinaten mit einem roten Marker dargestellt und können in der Karte gesetzt werden. Baudenkmale ohne Bild sind mit einem blauen Marker gekennzeichnet, Baudenkmale mit Bild mit einem grünen Marker.
- Bezeichnung: Bezeichnung des Baudenkmales
- Beschreibung: die Beschreibung des Baudenkmales. Unter § 3 Abs. 2 NDSchG werden Einzeldenkmale und unter § 3 Abs. 3 NDSchG Gruppen baulicher Anlagen und deren Bestandteile ausgewiesen.
- ID: die Objekt-ID des Baudenkmales
- Bild: ein Bild des Baudenkmales, ggf. zusätzlich mit einem Link zu weiteren Fotos des Baudenkmals im Medienarchiv Wikimedia Commons. Wenn man auf das Kamerasymbol klickt, können Fotos zu Baudenkmalen aus dieser Liste hochgeladen werden:

Zurück zur Hauptliste
| Lage                              | Bezeichnung                   | Beschreibung | ID       | Bild           |
| --------------------------------- | ----------------------------- | --- | -------- | -------------- |
| Damm 1 53° 8′ 11″ N, 8° 13′ 3″ O  | Prinzenpalais                 | Palais für die Enkel Herzog Peters, die Prinzen Peter und Alexander. Gelegen an der Ecke vom Damm zur Huntestraße gegenüber dem Schloss. Ehemals winkelförmige Anlage mit sieben Achsen an der Huntestraße und neun Achsen am Damm, nachträglich rechts um einen dritten, zur Straße fünfachsigen Festsaaltrakt erweitert, zum Altbau ein Zwischenbau. Zweigeschossiger Putzbau über Kellersockel. An der Huntestraße zwei einachsige Eckrisalite, am Damm ein dreiachsiger Mittelrisalit mit von Pilastern gerahmtem Mittelportal und großem Dreiecksgiebel. Erdgeschoss mit Putzquaderung, geschossteilendes Gesims, am Obergeschoss ehemals nur im Mittelrisalit Fensterädikulen und Balusterbrüstungen, abschließendes Gebälk mit Triglyphenfries. Beim Umbau auch an den anderen Fenstern Ädikulen und Balusterbrüstungen hinzugefügt, horizontale Putzfugen und zwischen den Fenstern außer am Mittelrisalit toskanische Pilaster ergänzt. Am Festsaaltrakt Gliederung variiert, dort Fenster des Obergeschosses zur Straße zu einer Gruppe mit trennenden kannelierten toskanischen Säulen zusammengezogen, Gebälk mit querrechteckigen Feldern gegliedert, abschließendes Kranzgesims mit Konsolfries. An der rechten Seite vereinfacht, Gebälk dort als Drempel mit Fenstern kenntlich. Teile der Innenausstattung erhalten, insbesondere im Treppenhaus und im Audienzzimmer, in beiden Ausmalung. Erbaut 1821–1826, Architekt Heinrich Slevogt, umgebaut erweitert um Festsaal 1860–1863, Architekten Carl Boos und Heinrich Strack (Ausführung), Ausmalung durch Theodor Presuhn. Ab 1959 Nutzung als Verwaltungsgebäude (Katasteramt), heute Museum (Gemäldegalerie alter Meister). | 37420108 | Weitere Bilder |
| Damm 19 53° 8′ 8″ N, 8° 13′ 6″ O  | Tankstelle                    | Auf Eckgrundstück zur Straße Am Festungsgraben in zurückgesetzter Lage. Eingeschossiger Flachdachbau auf L-förmigem Grundriss, rückwärtig Werkstatt, Verkaufsraum großflächig verglast und halbkreisförmig vortretend, daran nach Nordwesten flache nierenförmige Überdachung vortretend, auf pilzförmiger Stütze. Tanksäulen nicht erhalten. Erbaut 1953, Architekt Gustav Meckseper. | 37424212 |                |
| Damm 37 53° 8′ 4″ N, 8° 13′ 9″ O  | Wohnhaus                      | Pendant zu Nr. 38. Zweigeschossiger Putzbau unter Walmdach. Straßenfront von fünf Achsen mit mittigem Eingang. Schauseite die rechte Seite, fünfachsig mit dreiachsigem Mittelrisalit, dieser zweieinhalbgeschossig ausgezogen mit Mezzaningeschoss und Dreiecksgiebel. Putzgliederung: geschossteilende Gesimse und Rahmung des Giebels, Putzquaderung des Erdgeschosses, am Risalit im Obergeschoss Fensterrahmungen und Ädikulen. Erbaut 1834. | 37459491 |                |
| Damm 38 53° 8′ 4″ N, 8° 13′ 7″ O  | Wohnhaus                      | Pendant zu Nr. 37. Zweigeschossiger Putzbau unter Walmdach, Straßenfront mit drei Achsen (EG zwischenzeitlich mit Durchgang und Ladeneinbau, jetzt wieder geschlossen), Hauptfassade die linke Seite mit fünf Achsen und Zwerchhaus von drei Achsen. Sparsame Putzgliederung: Geschossteilendes Gesims, Fensterrahmungen. Erbaut vor 1839, Zwerchhaus nach 1848 hinzugefügt. | 37459515 | BW             |
| Damm 40 53° 8′ 3″ N, 8° 13′ 7″ O  | Landesmuseum Natur und Mensch | Dreigeschossiger geschlämmter Backsteinbau von fünf Achsen unter Walmdach. Dreiachsiger Mittelrisalit, dort im EG drei Eingänge, davor Freitreppe von zwei Brüstungsmauern mit Skulpturen von Sphingen begleitet. Im ersten OG senkrechte Lisenen, Fenster gerahmt mit Brüstungsfeldern und Pilastern, im zweiten OG zwischen den Fenstern des Risalits korinthische Pilaster, an den Seitenteilen rahmende Doppelpilaster. Fenster alle rundbogig mit Bogenrahmung und Schlussstein. Fenster im zweiten OG etwas kleiner und mit Balusterbrüstungen, in den Seitenteilen zu zweit gruppiert. Sockel mit Natursteinquadern, am EG horizontale Bänderung, darüber Palmettenfries, Kranzgesims mit Konsolfries und Reliefs von Fabeltieren. Erbaut 1876–1879, Architekt Gerhard Schnitger. | 37459562 |                |
| Damm 42 53° 8′ 2″ N, 8° 13′ 8″ O  | Landesmuseum Natur und Mensch | Zweigeschossiger Putz-Werkstein-Bau von dreizehn Achsen unter Walmdach. Äußere Achsen breiter und als Risalite hervorgehoben, dort die Eingänge. Durchgängig rundbogige Öffnungen. An den Risaliten Eckquaderung (ehemals ganzes EG mit Quadern), geschossteilende Gesimse, Traufgesims mit Plattenfries und Konsolfries, Fenster- und Türrahmungen (im EG mit Quaderung, im OG mit einfachen Pilastern ohne Basis zwischen den Fenstern und Bogenrahmungen). Erbaut 1842–1846, Architekt Hero Diedrich Hillerns. 1943 kriegszerstört, ab 1967 Wiederaufbau mit geändertem Innenausbau und leicht geänderter Fassade. Heute genutzt vom benachbarten Landesmuseum Natur und Mensch (Nr. 40) und mit diesem durch eine überdachte Passage im EG verbunden. | 37459607 |                |
| Damm 43 53° 8′ 2″ N, 8° 13′ 11″ O | Villa                         | Eine der ehemals drei Villen für Angehörige des großherzoglichen Offizierscorps (vgl. Nr. 41). Zweigeschossiger Putzbau von fünf Achsen unter Walmdach. Mittiger Eingang. Sparsame Putzgliederung: geschossteilende Gesimse, Fenster- und Türrahmungen mit Ohren, unter der Traufe vegetabiler Fries. Tiefer Vorgarten. Erbaut 1835, seit 1959 Staatsarchiv, rückwärtig großer Anbau. | 37459631 |                |
| Damm 46 53° 8′ 0″ N, 8° 13′ 9″ O  | Kastellanei                   | Zweieinhalbgeschossiger Putzbau von sieben Achsen mit Mezzanin unter Walmdach. Portal mittig. Sparsame Putzgliederung: Fenster- und Türrahmungen, Gesims auf Sohlbankhöhe des ersten OG, Portalrahmung mit einfachen Pilastern und Gebälk, Kantenquaderung, einfaches Traufgesims. Für die rückwärtigen Teile siehe Schleusenstraße 1. Erbaut 1841–1842, Architekt Hero Diedrich Hillerns unter Mitwirkung von Heinrich Strack. Heute Lebensmittel- und Veterinärinstitut Oldenburg. | 37459655 | BW             |